# Protomeloe simplex
Protomeloe simplex es una especie de coleóptero de la familia Meloidae.

## Distribución geográfica
Habita en Argentina.